# Novell
Novell, Inc. («Новелл») — американская ИТ-корпорация, специализирующаяся на сетевых сервисах, управлении сетями и Linux. В 2005 году компания получила чистую прибыль в 372,6 млн долл. США при доходе в 1,2 млрд долл. США.

## История
Основана компания была в Прово, штат Юта, как Novell Data Systems Inc. в 1979 году. Занималась производством систем, работающих под управлением CP/M. Сооснователем фирмы был Джордж Канова (en:George Canova). Название фирмы — Novell — было предложено его женой, которая ошибочно полагала, что «Novell» означает по-французски «новый».
В январе 1983 компания была переименована в Novell Inc., а её главой стал Рей Нурда (en:Ray Noorda). В том же 1983-м компания выпустила свой наиболее значительный продукт — сетевую операционную систему NetWare.
Novell базировал свой сетевой протокол на XNS и создал свои стандарты IDP и SPP, которым дали имена IPX (Internetwork Packet eXchange) и SPX (Sequenced Packet eXchange). Файловые и печатные сервисы работали по протоколу NCP (NetWare Core Protocol) над IPX, как и протоколы Routing Information Protocol (RIP) и Service Advertising Protocol (SAP). Ко всему этому, фирма стала продвигать свою Novell DOS, аналогичную MS-DOS.
3 ноября 2006 года началось сотрудничество с компанией Microsoft — в частности, при разработке и продаже SuSE, что вызвало недовольство части сообщества пользователей и разработчиков свободного ПО.. За последующие 9 месяцев продажи SuSE Linux выросли на 243 % и составили 100 млн долларов.
В ноябре 2010 года Novell была продана Attachmate Group за сумму порядка $2,2 млрд. В момент продажи часть активов (882 патента) перешли консорциуму CPTN Holdings LLC, который заплатил за них $450 млн, и единственным известным членом этого консорциума является компания Microsoft.
15 сентября 2014 года британская компания Micro Focus International подписала соглашение о покупке Attachmate Group за $1,2 млрд, которая в свою очередь является владельцем компании Novell.

## Руководство
Главный исполнительный директор (Chief Executive Officer) и Президент Novell — Рон Овсепян.

## Открытые проекты
| Название | Сайт (англ.)                                                         | Описание                                                | Обзор    |
| OpenSUSE | OpenSuSE.org                                                         | Дистрибутив Linux                                       |          |
| Hula     | Hula-project.org                                                     | серверное ПО для коллективной работы (почта, календарь) |          |
| Bandit   | Bandit-project.org                                                   | ПО для управления электронными удостоверениями          | ZDNet.ru |
| Mono     | Mono-project.org Архивная копия от 9 февраля 2016 на Wayback Machine | .Net на базе свободного программного обеспечения        |          |
| iFolder  | iFolder.com                                                          | ПО для синхронизации файлов на HDD и сервере            |          |

### Продукты
- Novell eDirectory
- Novell Open Enterprise Server
- SUSE Linux Enterprise Server
- Novell NetWare
- Novell Linux Desktop
- Novell GroupWise
- Novell ZENworks
- Novell Nsure Identity Manager
- Novell BorderManager
- NE2000 — одна из первых массовых сетевых карт.
- Novell Pulse